# 1681
- Wikisource

| Calendário gregoriano                                                        | 1681 MDCLXXXI                        |
| Ab urbe condita                                                              | 2434                                 |
| Calendário arménio                                                           | 1130 – 1131                          |
| Calendário bahá'í                                                            | -163 – -162                          |
| Calendário budista                                                           | 2225                                 |
| Calendário chinês                                                            | 4377 – 4378 Início a 18 de fevereiro |
| Calendário copta                                                             | 1397 – 1398                          |
| Calendário etíope                                                            | 1673 – 1674                          |
| Calendários hindus - Vikram Samvat - Calendário nacional indiano - Cáli Iuga | 1736 – 1737 1602 – 1603 4781 – 4782  |
| Calendário Holoceno                                                          | 11681                                |
| Calendário islâmico                                                          | 1092 – 1093                          |
| Calendário judaico                                                           | 5441 – 5442                          |
| Calendário persa                                                             | 1059 – 1060                          |
| Calendário rúnico                                                            | 1931                                 |
| Calendário solar tailandês                                                   | 2224                                 |

1681 (MDCLXXXI, na numeração romana) foi um ano comum do século XVII do atual calendário gregoriano, da era de Cristo, e a sua letra dominical foi E (52 semanas), teve início a uma quarta-feira e terminou também a uma quarta-feira.
| Ano completo                        |
| ----------------------------------- |
| Ano comum com início à quarta-feira |

## Eventos
- Terceiro ano da Guerra Tibete–Ladaque–Mogol — continua a invasão tibetana do Ladaque, que só terminaria em 1684.

## Nascimentos
- Xaruque Begue — primeiro cã de Cocande  (m. 1721).

## Por tema
- 1681 na música